# Condado de Casa Real de la Moneda
El condado de Casa Real de la Moneda es un título nobiliario español creado por el rey Fernando VI el 22 de febrero de 1753, con el vizcondado previo de Lizarazu, a favor de Juan José Lizarazu y Beaumont de Navarra, alguacil mayor de Chile y visitador de la Real Casa de Moneda.
El título fue rehabilitado por el rey Alfonso XIII en 1918 y recayó en Lucio Elío y Coig, que así se convirtió en el tercer conde de Casa Real de la Moneda.

## Condes de Casa Real de la Moneda
|                                 | Titular                                     | Periodo                  |
| Creación por Fernando VI        | Creación por Fernando VI                    | Creación por Fernando VI |
| ------------------------------- | ------------------------------------------- | ------------------------ |
| I                               | Juan José de Lizarazu y Beaumont de Navarra | 1753-1784                |
| II                              | Felipe de Lizarazu y López Nieto            | 1785-c. 1800             |
| Rehabilitación por Alfonso XIII |                                             |                          |
| III                             | Lucio Elío y Coig                           | 1918-1925                |
| IV                              | María Teresa de Elío y González de Amezúa   | 1927-1990                |
| V                               | Carlos Miranda y Elío                       | 1991-hoy                 |

## Historia de los condes de Casa Real de la Moneda
La familia Lizarazu llegó a la región del Alto Perú cuando Juan de Lizarazu fue nombrado Presidente de la Audiencia de Charcas en 1633, éste se trasladó a la ciudad de La Plata con su esposa y criados. Dejó la región con rumbo a Quito en 1642 pero fue su hijo mayor, Martín de Lizarazu y Beaumont de Navarra, que permaneció en la región y se estableció en la ciudad de Potosí donde consiguió el cargo de tesorero de la Casa Real de la Moneda. 
Martín de Lizarazu se casó el 4 de abril de 1652 con Luisa de Hinojosa y Garnica, tuvieron 9 hijos. Permaneció en el cargo hasta su muerte el 2 de septiembre de 1690, fue sucedido por su hijo mayor José de Lizarazu.
José de Lizarazu llegó al rango militar de brigadier. Dejó la ciudad de Potosí y se trasladó al Cuzco donde se casó con Margarita Rosa Centeno Fernández de Heredia y Maqueda. A partir de la administración de minas llegó a acumular una importante fortuna que la utilizó para comprar varias haciendas. Su hijo mayor sería el primer conde.
- Juan José de Lizarazu y Beaumont de Navarra y Centeno (b. 10 de febrero de 1710-1784), I conde de Casa Real de la Moneda, gobernador de las armas de Potosí (1749) —de donde era vecino azoguero—, dueño de minas en el Cerro Rico, visitador de la Real Casa de Moneda y tesorero perpetuo de las Reales Cajas de Potosí, alguacil mayor de Chile, caballero supernumerario de la Orden de Carlos III (1784).[2]Obtuvo el título de conde de Casa Real de la Moneda en 1753 por concesión del rey Fernando VI de España, tuvo que pagar una suma de 25.000 pesos para obtener esta distinción. Casó en primeras nupcias con Francisca Teresa de Paredes Nolleda y Xavier, con quien no hubo descendencia, y en segundas nupcias el 13 de enero de 1760, en La Plata, con Martina Teresa López Lisperguer, oriunda de Buenos Aires, hija del doctor José López Lisperguer y su esposa Ana María Nieto y Quintana.[2] El 1 de septiembre de 1785 le sucedió su hijo:[3]

- Felipe de Lizarazu y López Nieto (b. La Plata, 24 de agosto de 1763-c. 1800), II conde de Casa Real de la Moneda, capitán de Grananderos de Infanería de los Reales Ejércitos (por patente del 30 de julio de 1781), caballero supernumerario de la Orden de Carlos III desde 1791, señor del Palacio de Jaurrieta en el valle de Salazar, tesorero general de Potosí desde 1800.[4]

El 14 de febrero de 1919, por rehabilitación, sucedió:
- Lucio Elío y Coig (14 de mayo de 1881-16 de agosto de 1925), III conde de Casa Real de la Moneda.[1]

Casó el 9 de noviembre de 1906 con María Luisa González de Amezúa y de Mayo, fallecida en Madrid el 22 de abril de 1957. El 18 de marzo de 1927 le sucedió su hija:
- María Teresa de Elío y González de Amezúa (15 de octubre de 1907-23 de abril de 1990), IV condesa de Casa Real de la Moneda.[1]

Casó el 6 de mayo de 1935 con el diplomático Carlos de Miranda y Quartín (m. 1968), IV conde de Casa Miranda. El 15 de marzo de 1991, previa orden del 3 de diciembre de 1990 para que se expida la correspondiente carta de sucesión (BOE del 19 de diciembre), le sucedió su hijo:
- Carlos Miranda y Elío (n. El Cairo, 27 de noviembre de 1943), V conde de Casa Real de la Moneda, V conde de Casa Miranda, diplomático español.[6]

Casó en primeras nupcias con Odette Suárez de Puga y Fontes, fallecida en Bruselas el 30 de diciembre de 1995, y en segundas nupcias con Elena Meneses de Orozco y Gallego de Chaves, XIV marquesa de la Rambla, XII marquesa de San Juan de Buenavista.